# جي كي باري
غريس إليانور كيلينغ (من مواليد 12 أغسطس 1999)، والمعروفة مهنيًا باسم جي كي باري ، هي شخصية إنترنت إنجليزية ومؤثرة على وسائل التواصل الاجتماعي ومقدمة برامج. بدأت كيلينج النشر على منصة مشاركة الفيديو TikTok في عام 2020 أثناء إكمال درجة دراسات الأفلام في جامعة نوتنغهام ترينت ، حيث عملت في المسلسل التلفزيوني Doctors على قناة BBC . بعد مرور عام واحد على نشر مقاطع فيديو حول نمط حياتها على التطبيق، تجاوز عدد متابعيها مليون متابع. بدأت تقديم بودكاست Saving Grace في أبريل 2022، والذي أجرت فيه مقابلات مع العديد من المشاهير. ومنذ ذلك الحين، قامت بجولة في بودكاست Saving Grace في جميع أنحاء المملكة المتحدة.

## الحياة والمهنة
وُلدت Grace Eleanor Keeling في 12 أغسطس 1999 في كامبريدج. في عمر السنتين، انتقلت إلى جزر فيرجن البريطانية، وعاشت هناك حتى عادت إلى إنجلترا عندما كانت في الثامنة من عمرها. لاحقًا، انتقلت إلى مدينة نوتنغهام ودرست السينما في جامعة نوتنغهام ترينت (NTU)، حيث حصلت على درجة الماجستير في التسويق الرقمي. أثناء دراستها في NTU، عملت في موقع تصوير المسلسل التلفزيوني البريطاني Doctors الذي تنتجه BBC، كما أنشأت مقاطع فيديو لمنظمة ShawMind وشرطة نوتنغهامشير، وساعدت مركز نوتنغهام للنساء في إعادة تصميم علامتهم التجارية، بالإضافة إلى مشاركتها في العمل على موقع تصوير فيلم Hood من إنتاج Netflix.
اكتسب كيلينج شهرة كبيرة على TikTok في عام 2020، أثناء جائحة COVID-19 .  اختارت اسم المستخدم @gkbarry لأنها لم تكن تريد في البداية أن يصبح اسمها الحقيقي معروفًا، وقد أوضحت أن اسم المستخدم يأتي من الأحرف الأولى من اسمها، GK، ولقب صديقتها، تاتيانا باري.  اعترفت بأنها في عامها الأخير في الجامعة، أعطت الأولوية لتيك توك على عملها وشعرت أنها كان بإمكانها تحقيق درجة أفضل. 
في أواخر عام 2021، ظهرت في بودكاست Fellas ، مما دفع Keeling إلى بدء بودكاستها الخاص تحت The Fellas Studios ، Saving Grace ، في أبريل 2022،   والذي تم تحميله أيضًا كبودكاست على YouTube .  في نوفمبر 2022، شاركت كيلينج في مسلسل الواقع عبر الإنترنت " Locked In" التابع لـ Footasylum حيث احتلت المركز الثاني.  في فبراير 2023، قامت كيلينغ بجولة في المملكة المتحدة كجزء من بودكاستها Saving Grace .  وفي وقت لاحق من ذلك الشهر، ظهرت أيضًا في حلقة من برنامج Love Island: Aftersun لمناقشة الموسم التاسع مع المذيعة مايا جاما .  كما قامت أيضًا بإدارة حملة إعلانية لشركة KFC في يوليو 2023.  ظهرت كيلينج أيضًا في برنامج الألعاب CelebAbility على قناة ITV2 في يوليو 2023، بالإضافة إلى مشاركتها في حلقات The Wheel و The Weakest Link على قناة BBC One .  في سبتمبر 2023، تم الإعلان عن كيلينج كواحد من المشاهير المشاركين في برنامج Don't Look Down في Stand Up to Cancer ، والذي تم بثه على القناة الرابعة في أكتوبر 2023. 
من فبراير إلى مارس 2024، أكملت كيلينج جولة كاملة العدد في المملكة المتحدة للمرة الثانية كجزء من بودكاست Saving Grace .  من بين ضيوف الجولة الثانية: صاحبة متجر Charity Shop Sue ، وGemma Collins ، و Hannah Elizabeth ، وChloe Ferry ، و Chris Hughes ، و Katie Price ، و Louie Spence ، و Scott van-der-Sluis .  وفي العام نفسه، أكدت أنها كانت على علاقة مع لاعب كرة القدم إيبسويتش تاون إيلا روثرفورد .  منذ أغسطس 2024، ظهرت كيلينج في سلسلة من الجلسات كضيفة في برنامج الحوار النهاري Loose Women على قناة ITV، مما يجعلها أصغر عضوة في الفريق على الإطلاق في البرنامج.  في أكتوبر 2024، ظهر كيلينج كضيف في حلقة نقاشية مصاحبة لبرنامج Big Brother ، Big Brother: Late &amp; Live ، لمناقشة السلسلة الحادية والعشرين مع المقدمين Will Best و AJ Odudu . في نوفمبر 2024، لعبت كيلينج دور البطولة كمتسابقة في الموسم الرابع والعشرين من برنامج تلفزيون الواقع للبقاء على قيد الحياة "أنا مشهور..." أخرجوني من هنا! . 

## فيلموغرافيا
| سنة  | عنوان                                                    | ملحوظات                       | Ref.          |
| ---- | -------------------------------------------------------- | ----------------------------- | ------------- |
| 2023 | جزيرة الحب: بعد الشمس                                    | الموسم 9 ؛ ضيف                |               |
| 2023 | المتسابق                                                 | [ 17 ]                        |               |
| 2023 | "لا تنظر إلى الأسفل" من أجل حملة "الوقوف في وجه السرطان" | المتسابق                      | [ 18 ]        |
| 2023 | الأخ الأكبر: متأخر ويعيش                                 | ضيف الحلقة 1                  | [ 19 ]        |
| 2024 | عروض الرؤساء                                             | يستضيف                        | [ 20 ]        |
| 2024 | المتسابق                                                 | [ 21 ]                        |               |
| 2024 | القدرة على الشهرة                                        | المتسابق                      | [ 22 ]        |
| 2024 | نساء طليقات                                              | ضيف حلقة نقاشية، حلقات متعددة | [ 23 ] [ 24 ] |
| 2024 | أنا مشهور... أخرجوني من هنا!                             | الموسم 24 ؛ المتسابق          | [ 25 ] [ 26 ] |